# Хайрюнніса Гюль
Хайрюнніса Гюль (тур. Hayrünnisa Gül, уроджена  Хайрюнніса Езирт, нар.1965) — одинадцята перша леді Туреччини, дружина президента Туреччини Абдулли Гюля.

## Біографія
Народилася в 1965 у Стамбулі, в районі Бешикташ, 20 серпня 1980 року стала дружиною Абдуллу Гюля, майбутнього президента Турецької республіки. У подружжя двоє синів — Ахмед Мюнір і Мехмед Емре та донька Кюбра.
Як перша леді Туреччини Хайрюнніса Гюль стала ініціаторкою багатьох соціальних проєктів, спрямованих на вирішення таких питань, як освіта, охорона здоров'я і права жінок.. 7 жовтня 2010 року мадам Гюль стала 1-ю першою леді, що виступила на Парламентській Асамблеї Ради Європи, її виступ торкався проблем дітей і жінок з обмеженими можливостями.